# Parc national d'Alas Purwo
Le parc national d'Alas Purwo est un parc national situé dans la péninsule de Blambangan à l'extrémité sud-est de l'île de Java. Son nom signifie « forêt ancienne » en javanais, en raison d'une légende que la terre a commencé par émerger de l'océan en cet endroit. Sa superficie est de 434 km². Administrativement, le parc est situé dans le kabupaten de Banyuwangi.
Le parc abrite de la mangrove, de la savane, des forêts et des plages bordée de coraux. La plage de Plengkung dans la baie de Grajagan, connue des surfers du monde entier, est située en bordure du parc.
Avec les  parcs nationaux de Baluran et de Meru et la réserve naturelle de Kawah Ijen, ils forment la réserve de biosphère de Balambangan, reconnue par l'Unesco depuis 2016.

## Flore
Des espèces menacées comme le badamier ou terminalia catappa, le takamaka ou calophyllum inophyllum, l'« arbre caca » ou sterculia foetida, la barringtonia asiatica et la manilkara kauki sont protégées à Alas Purwo.

## Faune
Le parc abrite des espèces animales menacées comme le buffle sauvage de Java, ainsi que le banteng (bos javanicus). En avril 2004, on ne comptait plus que 57 buffles dans savane de Sadengan, alors que l'année précédente, on en estimait la population à 80 ou 100.
Des braconniers posent des pièges à l'extérieur du parc pendant la saison sèche pour attraper les buffles qui s'y hasardent en quête d'eau. Les buffles sont alors tués et leur viande vendue.
Parmi les autres espèces menacées protégées à Alas Purwo, on trouve le dhole ou cuon alpinus, le semnopithèque des îles de la Sonde ou presbytis cristata, le paon vert ou pavo muticus, le gallus sp., la tortue olivâtre ou lepidochelys olivacea, la tortue imbriquée ou eretmochelys imbricata et la tortue verte ou chelonia mydas.